# Clerodendrum chinense
La volcameria o jazmincillo (Clerodendrum chinense) es una especie de arbusto perteneciente a la familia de las lamiáceas.

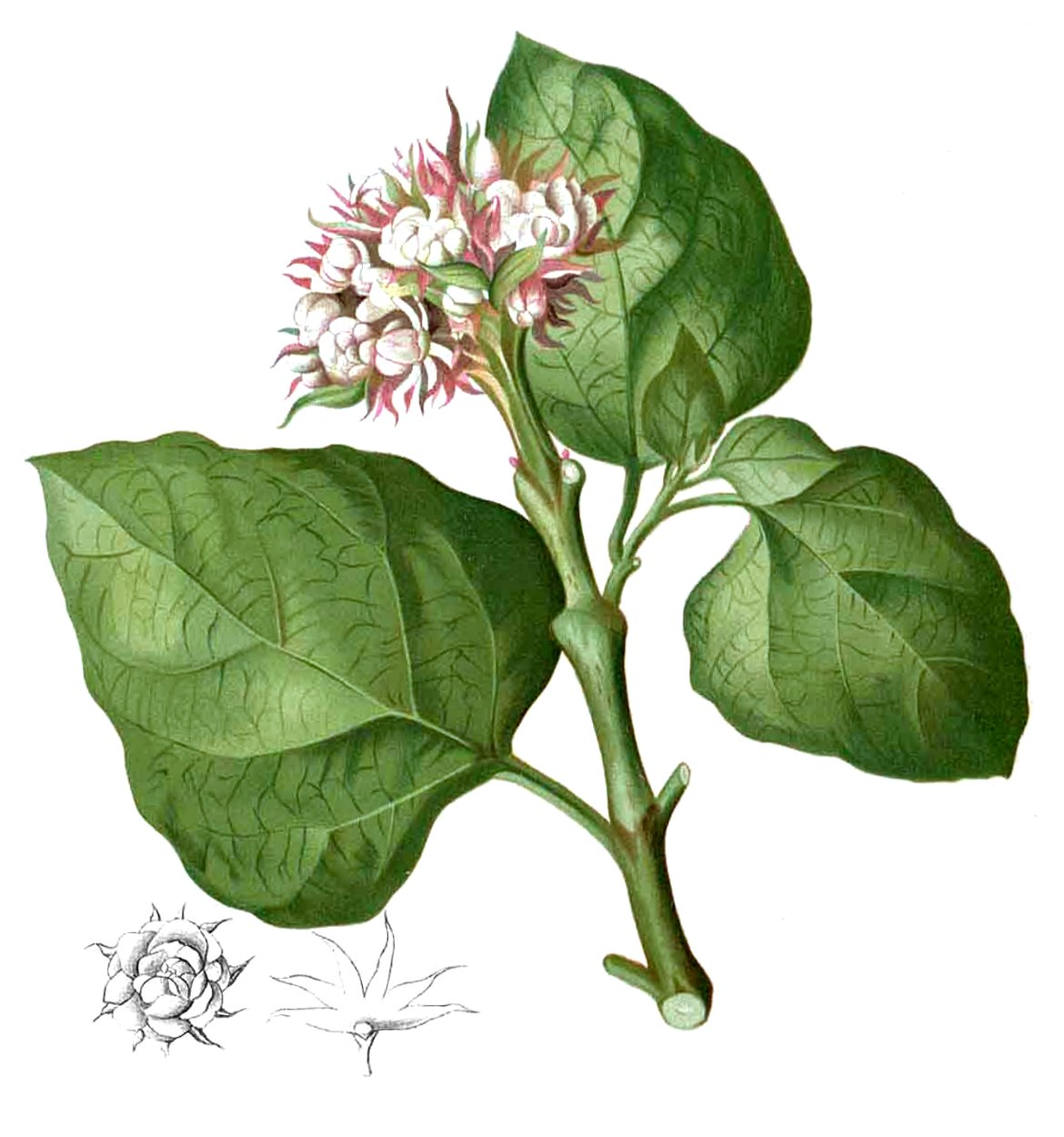
Ilustración

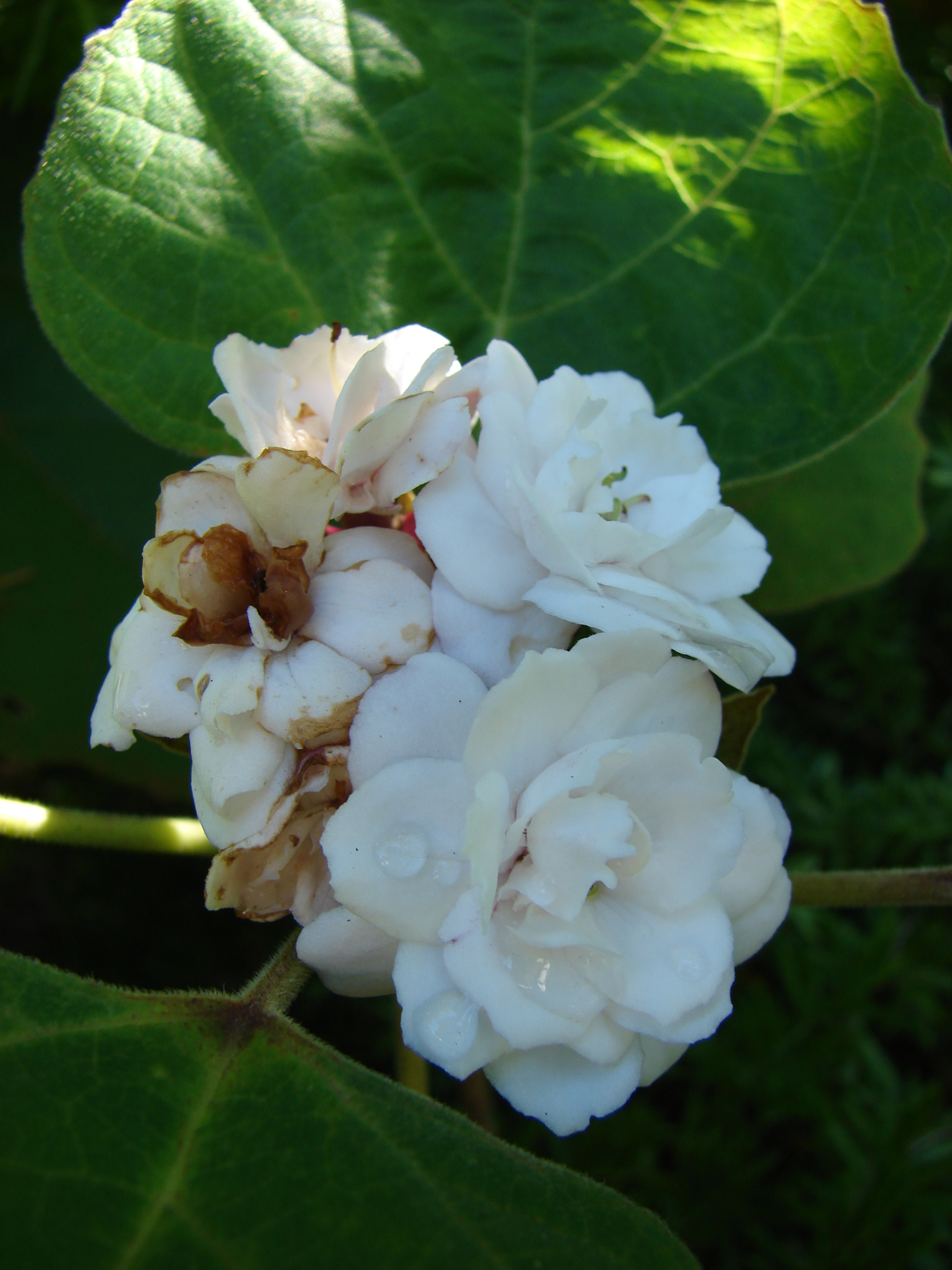
Detalle de la flor

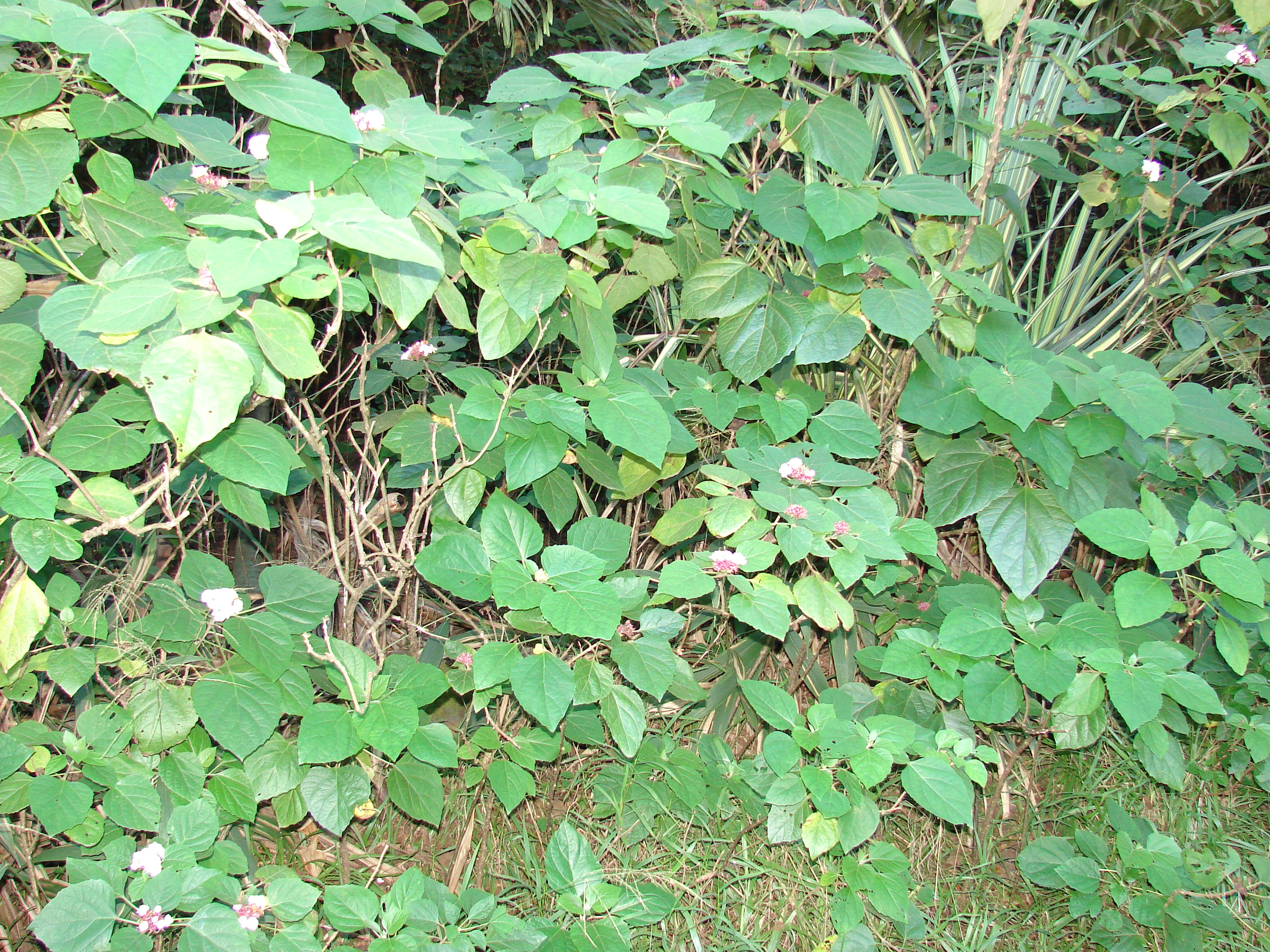
Vista de la planta

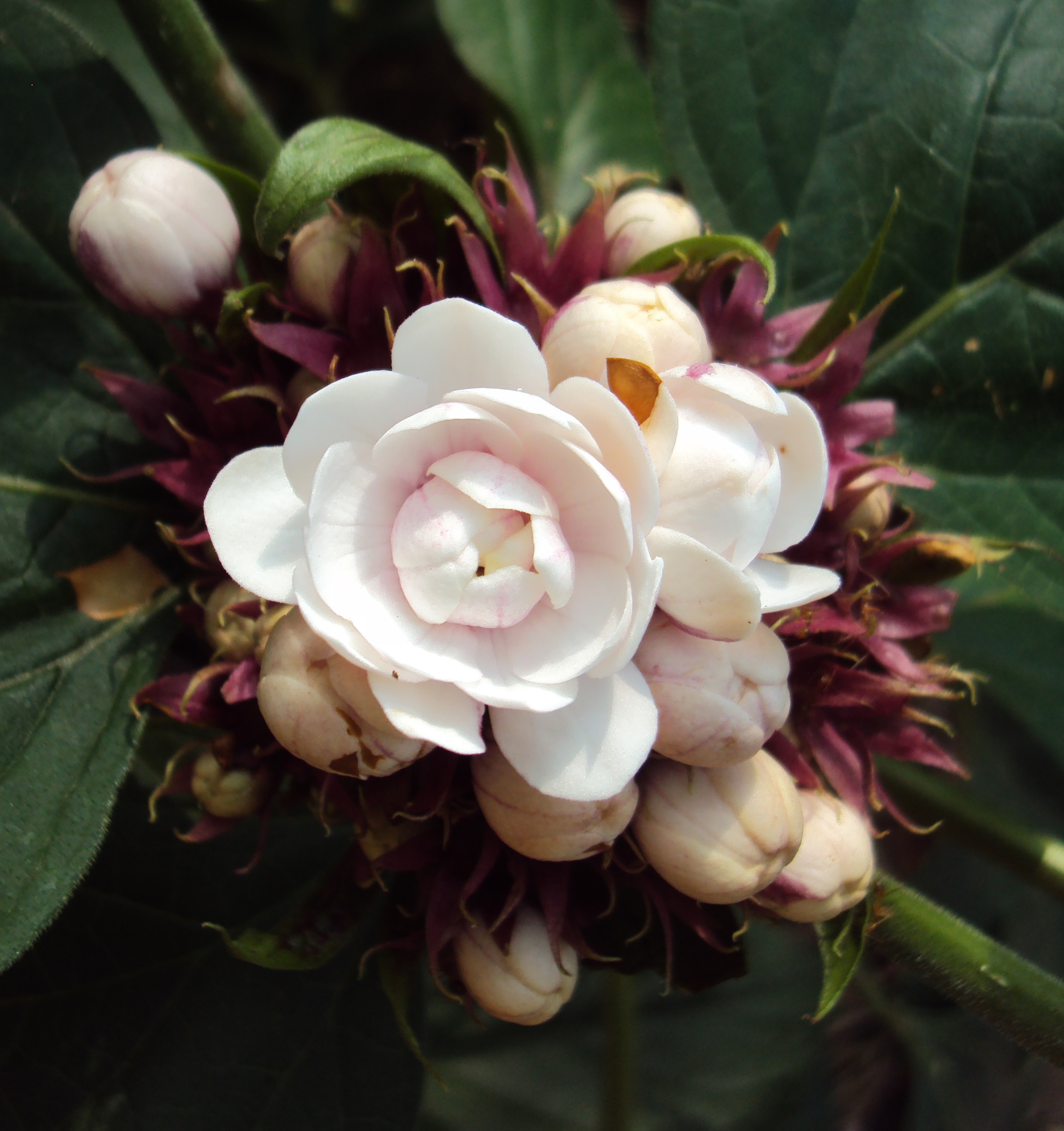
Detalle de la flor

## Descripción
Son arbustos que alcanzan un tamaño de hasta 2 m de alto, ramas medulosas, anguladas, finamente pubescentes. Hojas ovadas, 6–25 cm de largo y 4–18 cm de ancho, ápice subcuneado o agudo, base cordada a subtruncada, márgenes ásperamente serrados, pubescente en ambas superficies, algunas veces con glándulas discoides cerca de la base en el envés; pecíolos 2–12 cm de largo, puberulentos. Inflorescencias cimosas terminales de 3–9 cm de largo, corimbosas, pedúnculos 0–2 cm de largo, pedicelos 0.1–0.5 cm de largo, densa y cortamente pubescentes, brácteas y profilos foliáceos de 1–3 cm de largo; cáliz 1–1.5 cm de largo, puberulento, con glándulas en forma de disco, lóbulos lanceolados, verdes, a veces con manchas blancas; corola a menudo doble, tubo de 1–1.5 cm de largo, lobos 0.8–1.5 cm de largo, glabra, blanca a rosada; estambres y pistilos a menudo modificados en pétalos supernumerarios.

## Distribución y hábitat
Es una especie cultivada y naturalizada en muchas áreas, especialmente en bosques húmedos a una altitud de 0–1500 m; fl feb–nov, fr feb–dic;  nativa de Asia. Usada como ornamental.

## Propiedades
Esta planta se le utiliza para el tratamiento de infecciones de la piel, en Tabasco; para controlar la tos en el Estado de Veracruz y para dolores musculares en Puebla.

## Taxonomía
Clerodendrum chinense fue descrita por (Osbeck) Mabb. y publicado en The Plant-Book: A Portable Dictionary of the Higher Plants 707. 1989.
Etimología
Clerodendrum: nombre genérico que deriva de las palabras griegas: kleros = (clero) y dendron =  (árboles), fue acuñado por Linnaeus que se enteró de que las plantas estaban en uso por el clero de la población de Sri Lanka.
chinense: epíteto geográfico que alude a su localización en China.
Variedades aceptadas
- Clerodendrum chinense var. chinense

Sinonimia
- Agricolaea fragrans (Vent.) Schrank
- Clerodendrum fragrans (Vent.) R.Br.
- Clerodendrum fragrans Willd.
- Clerodendrum fragrans var. multiplex Sweet
- Clerodendrum fragrans var. pleniflorum Schauer
- Clerodendrum fragrans f. pleniflorum (Schauer) Standl. & Steyerm.
- Clerodendrum japonicum var. pleniflorum (Schauer) Maheshw.
- Clerodendrum lasiocephalum C.B.Clarke
- Clerodendrum macradenium Miq.
- Clerodendrum philippinum Schauer
- Clerodendrum philippinum f. multiplex (Sweet) Moldenke
- Clerodendrum philippinum f. pleniflorum (Schauer) Moldenke
- Clerodendrum philippinum var. simplex Moldenke
- Clerodendrum philippinum f. subfertile Moldenke
- Clerodendrum roseum Poit.
- Cryptanthus chinensis Osbeck basónimo
- Ovieda fragrans (Vent.) Hitchc.
- Volkameria fragrans Vent.
- Volkmannia japonica Jacq.[5][6]

var. chinense 
- Clerodendron fragrans (Vent.) Willd.
- Clerodendron fragrans var. flore-pleno Hort. ex Penna
- Clerodendron fragrans var. pleniflora Schauer
- Viburnum deltoideum M.E. Jones